# Grand Prix d'Isbergues 2016
La 70e édition du Grand Prix d'Isbergues a eu lieu le 18 septembre 2016. Elle fait partie du calendrier UCI Europe Tour 2016 en catégorie 1.1. C'est également la quinzième épreuve de la Coupe de France de cyclisme sur route 2016.

## Présentation

### Équipes
Classé en catégorie 1.1 de l'UCI Europe Tour, le Grand Prix d'Isbergues est par conséquent ouvert aux UCI WorldTeams dans la limite de 50 % des équipes participantes, aux équipes continentales professionnelles, aux équipes continentales et aux équipes nationales. Vingt équipes participent : deux WorldTeams, neuf équipes continentales professionnelles et neuf équipes continentales.
| WorldTeams (2)- AG2R La Mondiale - FDJ Équipes continentales professionnelles (9)- Cofidis, Solutions Crédits - Delko-Marseille Provence-KTM - Direct Énergie - Fortuneo-Vital Concept - ONE Pro Cycling - Stölting Service Group - Team Roth - Wanty-Groupe Gobert - Wilier Triestina-Southeast Équipes continentales (9)- Armée de terre - HP BTP-Auber 93 - Roubaix Métropole européenne de Lille - Crelan-Vastgoedservice - Euskadi Basque Country-Murias - Joker Byggtorget - Sparebanken Sør - Veranclassic-Ago - Wallonie Bruxelles-Group Protect |
| |

## Classements

### Classement final
| \| Classement général \| Classement général \| Classement général \| Classement général \| Classement général \| \| Coureur \| Coureur \| Pays \| Équipe \| Temps \| \| ------------------ \| -------------------- \| ------------------ \| ------------------------------------- \| ------------------ \| \| 1er \| Kristoffer Halvorsen \| Norvège \| Joker Byggtorget \| 4 h 52 min 15 s \| \| 2e \| Romain Feillu \| France \| HP BTP-Auber 93 \| + 0 s \| \| 3e \| Baptiste Planckaert \| Belgique \| Wallonie Bruxelles-Group Protect \| + 0 s \| \| 4e \| Daniel McLay \| Royaume-Uni \| Fortuneo-Vital Concept \| + 0 s \| \| 5e \| Rudy Barbier \| France \| Roubaix Métropole européenne de Lille \| + 0 s \| \| 6e \| Bryan Coquard \| France \| Direct Énergie \| + 0 s \| \| 7e \| Adrian Aas Stien \| Norvège \| Joker Byggtorget \| + 0 s \| \| 8e \| Kenneth Vanbilsen \| Belgique \| Cofidis, Solutions Crédits \| + 0 s \| \| 9e \| Julien Duval \| France \| Armée de terre \| + 0 s \| \| 10e \| Steele Von Hoff \| Australie \| ONE Pro Cycling \| + 0 s \| |                      |             |                                       |                 |
| |                      |             |                                       |                 |
| Source : ProCyclingStats |                      |             |                                       |                 |
| Classement général |                      |             |                                       |                 |
| Coureur | Coureur              | Pays        | Équipe                                | Temps           |
| 1er | Kristoffer Halvorsen | Norvège     | Joker Byggtorget                      | 4 h 52 min 15 s |
| 2e | Romain Feillu        | France      | HP BTP-Auber 93                       | + 0 s           |
| 3e | Baptiste Planckaert  | Belgique    | Wallonie Bruxelles-Group Protect      | + 0 s           |
| 4e | Daniel McLay         | Royaume-Uni | Fortuneo-Vital Concept                | + 0 s           |
| 5e | Rudy Barbier         | France      | Roubaix Métropole européenne de Lille | + 0 s           |
| 6e | Bryan Coquard        | France      | Direct Énergie                        | + 0 s           |
| 7e | Adrian Aas Stien     | Norvège     | Joker Byggtorget                      | + 0 s           |
| 8e | Kenneth Vanbilsen    | Belgique    | Cofidis, Solutions Crédits            | + 0 s           |
| 9e | Julien Duval         | France      | Armée de terre                        | + 0 s           |
| 10e | Steele Von Hoff      | Australie   | ONE Pro Cycling                       | + 0 s           |